# Oligonicella scudderi
Oligonicella scudderi – gatunek modliszek z rodziny Thespidae.
Gatunek ten został opisany w 1870 roku przez Henriego de Saussure i nazwany na cześć Samuela Hubbarda Scuddera Oligonyx scudderi.
Modliszka smuklejsza niż Gonatista grisea. Przedplecze wyraźnie dłuższe niż szersze, z przodu zwężone w czubek u którego osadzone są przednie odnóża. Tylna część przedplecza mniej niż 3 razy dłuższa niż część przednia. Przednie uda ponad dwukrotnie dłuższe od przednich goleni. Na przednich goleniach kilka ząbków oraz co najmniej jeden ząb grzbietowy.
Gatunek znany z Meksyku oraz Florydy i Teksasu w Stanach Zjednoczonych.